# Klosters landskommun
Klosters landskommun var en tidigare kommun i Södermanlands län.

## Administrativ historik
Kommunen inrättades i Klosters socken i Österrekarne härad i Södermanland när 1862 års kommunalförordningar började gälla den 1 januari 1863.
Landskommunen uppgick 1907 i Eskilstuna stad, som 1971 ombildades till Eskilstuna kommun.